# Niels Kølle
Niels Kølle (født 1937) er en tidligere forlægger.
Han var fra 1980 direktør for børnebogsforlaget Carlsen if efter Bonniers overtagelse af dette og blev i 1987 direktør for det rekonstruerede forlag Fremad, hvor han var direktør frem til 2003 for at blive efterfulgt af Ole Knudsen. I mellemtiden havde Gyldendal i 1997 overtaget Fremad.